# 混顿
混顿，又名召法弄宏勐、召宏勐（英語：Sao Hom Mong），公元11世纪人物，傣族历史传说人物，勐卯君主。“召法宏勐”为“官”之意，“弄”意为“大”:339,977。

## 生平
据《银云瑞雾的勐果占璧简史》，混顿生平如下：混顿是混雅鲁之子，继承勐卯君位后更名召法弄宏勐。混顿有一子名为混果琅，一女名为南曼腊。公元1056年，蒲甘王阿奴律陀（原文为“洛拉塔”）到大理国求取佛牙，返程时路过勐卯，迎娶混顿之女南曼腊为王妃。:33
在木邦、缅甸的文献中，“召法弄宏勐”又被记作“召宏勐”，混顿之女被记作“苏蒙拉”（英語：Sao Mon La或Sawmunhla）:31。《琉璃宫史》则记载阿奴律陀所迎娶的掸族王妃苏蒙拉是木邦君主之女:211。
混顿将女儿嫁给缅甸蒲甘王朝君主阿奴律陀，但并不能因此证明勐卯奉缅甸为宗主国:47。